# Dragey-Ronthon
Dragey-Ronthon is een gemeente in het Franse departement Manche (regio Normandië) en telt 719 inwoners (2005). De plaats maakt deel uit van het arrondissement Avranches.

## Geografie
De oppervlakte van Dragey-Ronthon bedraagt 15,0 km², de bevolkingsdichtheid is 47,9 inwoners per km².
De onderstaande kaart toont de ligging van Dragey-Ronthon met de belangrijkste infrastructuur en aangrenzende gemeenten.

## Demografie
Onderstaande figuur toont het verloop van het inwonertal (bron: INSEE-tellingen).

## Galerij

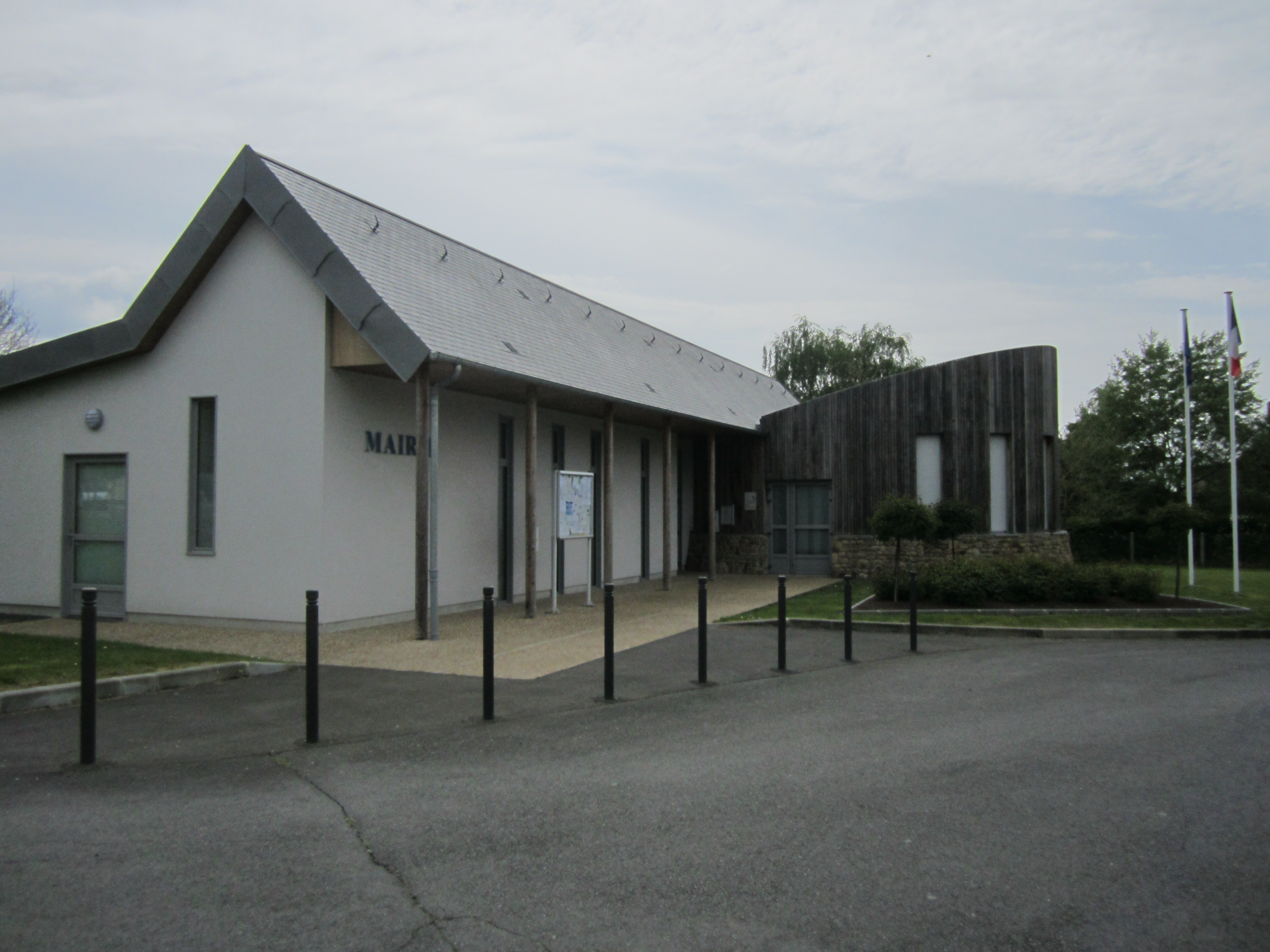
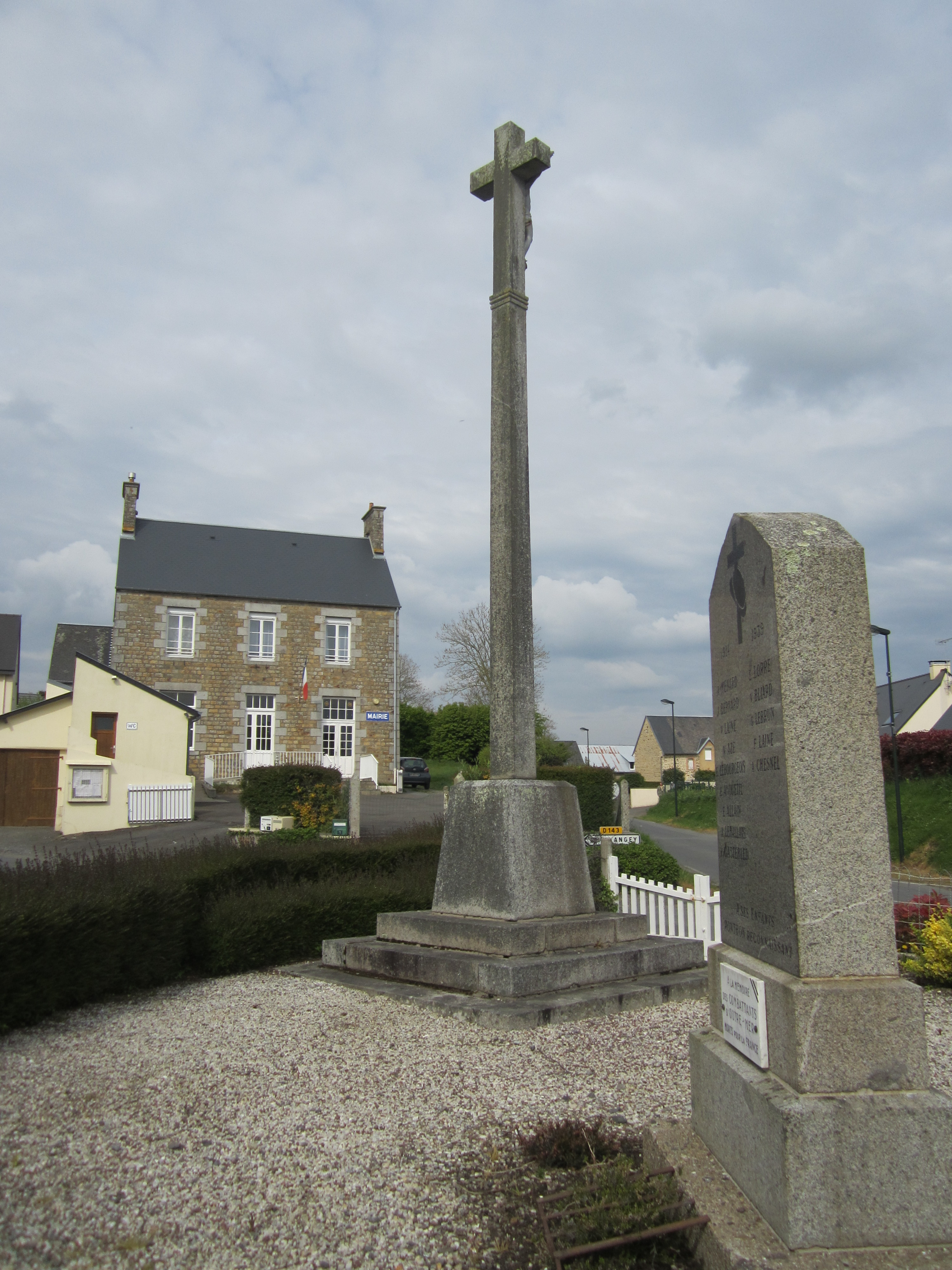
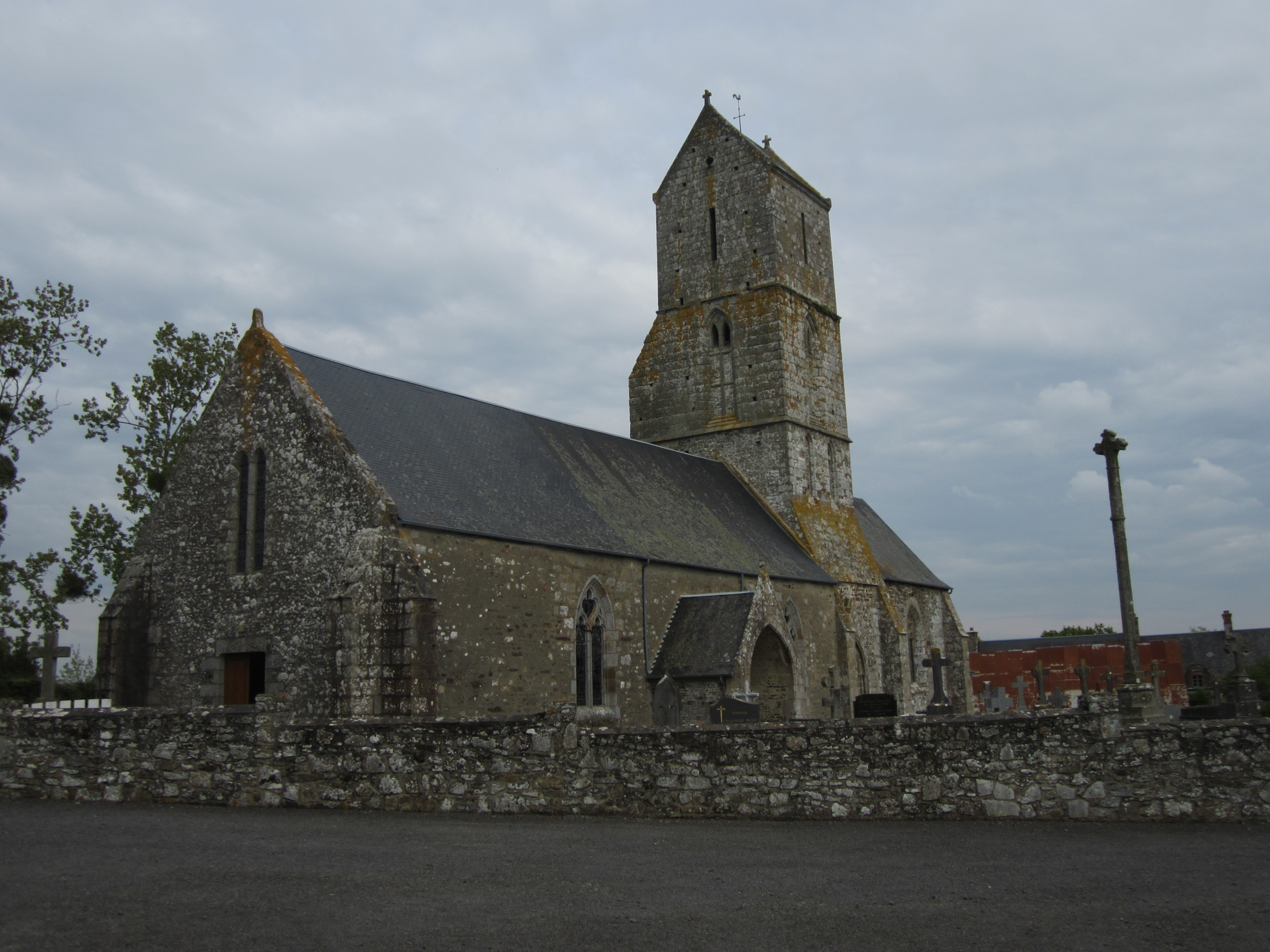
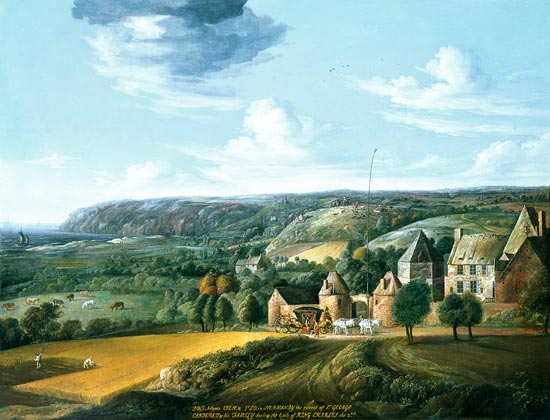

1. ↑  Populations de référence 2022.